# Darien
Darien kan också syfta på Darién (provins) och Darien nationalpark.
Darien är en kommun (town) i Fairfield County i Connecticut i USA med cirka 19 887 invånare (2002).